# Михайлов, Олег Николаевич (драматург)
Олег Николаевич Михайлов (род. 7 июня 1975 года, Свердловск, РСФСР, СССР) — украинский драматург, сценарист.

## Биография
В 1996 году окончил Екатеринбургский государственный театральный институт по специальности «Актер драматического театра и кино». Порядка пятнадцати лет работал на радиостанциях Екатеринбурга и Санкт-Петербурга.
С января 2010 года проживает в Харькове, Украина.
В 2005 году дебютная пьеса Михайлова «Пельмени» была удостоена международной премии «Евразия» Николая Коляды. В 2006 и 2007 году становился финалистом фестиваля молодой драматургии «Любимовка» с пьесами «Тайная жизнь китов» и «Мои мертвецы». В 2006 году пьеса «Тайная жизнь китов» была представлена на фестивале «Elephant Theatre Spring Readings» в Торонто, Канада.
В 2012 году стал лауреатом Х Международного литературного конкурса им. М. А. Волошина. Позже неоднократно становился призёром международных драматургических конкурсов «Действующие лица» и «Badenweiler».
В разные годы становился участником фестивалей драматургии «Новая драма», «Любимовка» (Москва), «Propaganda: A Festival Celebrating Russian Voices» (Нью-Йорк, США), «ТИЖДЕНЬ АКТУАЛЬНОЇ П’ЄСИ» (Киев, Украина), фестиваля-лаборатории драматургии для детских театров «АртТюзАрт» (Харьков, Украина).
Пьесы Олега Михайлова представлялись в театрах Украины, Польши, Финляндии, Швеции, России, Казахстана, Белоруссии, Великобритании, США, Германии и Эстонии. В разное время спектакли и эскизы по пьесам Михайлова показывались в Варшаве, Стокгольме, Хельсинки, Киеве, Одессе, Харькове, Запорожье, Сумах, Полтаве, Тернополе, Мукачево, Москве, Санкт-Петербурге, Кирове, Калининграде, Владивостоке, Орле, Нижнем Новгороде, Нижнем Тагиле, Одессе, Полтаве, Тернополе, Екатеринбурге, Казани, Пензе, Калуге, Самаре, Вологде, Саратове, Киеве, Минске, Штутгарте, Лондоне, Нью-Йорке и других городах.
Пьесы переведены на английский, финский, французский, немецкий, шведский, эстонский и украинский языки.

## Особенности творчества
Критики неоднократно оценивали умение Михайлова работать с историческим материалом и литературной основой. Действие пьес Михайлова часто разворачивается либо в прошлом, либо в постмодернистском условном «настоящем». Театральный критик Павел Руднев так оценил пьесу «Красная комната»:
Олег Михайлов очень давно пишет и всегда хорошо это делает. Но за последние несколько лет он сделал мощный качественный рывок. «Красная комната» тому свидетельство. В пьесе говорится о средней России: полудеревенской-полугородской, застывшей во времени. С одной стороны, здесь сохранились остатки сталинской колхозной комедии, в жанре которой живут граждане, с другой стороны, современное стяжательство и мучительство человека. Сегодняшняя Россия склонна изобретать легенды о себе: реальность медленно заслоняется легендами и мифами, чем неправдопободобнее, тем лучше. Всё моментально стало святым, священным, неприкасаемым. И Олег Михайлов тонко высмеивает эту странность: здесь говорится о тех жертвах, которые надо класть на обслуживание этой легенды, которая, разумеется, оказывается пустышкой. Легенда легко монетизируется, но опустошает героев. Медленно раскручивается маховик зловещей тайны, детективная история раскрывает все грани преступления, и мы видим этот жуткий образ страны: большой семьи, общества, где каждый повязан пороком, грехом и поэтому никуда не движется, застывает. И дети не рождаются. В пьесе говорится об этом — мальчиковая игра «собачий кайф», уход в страну, где показывают «мультики», но вот ты уже не живой. И какой прекрасный образ несчастной женщины Милы, которая никому не нужна в этой семье, она лепит фигурки святых и режет в глухом отчаянии своё тело.

## Спектакли
«Белка, которая прожила 100 лет», Киевский академический театр “Золоті ворота”, режиссер Стас Жирков.
«Подлинная история фрекен Бок», Театр "Цукор" (Киев, Украина), режиссер Руслан Коваль.
«Белка с облезлым хвостом», Мукачевский драматический театр (Украина), режиссер Кирилл Душин.
«Клятвенные девы», Одесский ТЮЗ (Украина), режиссер Наталья Прокопенко.
«Ангел на связи», Харьковский «Театр для взрослых» (Украина), режиссер Кирилл Душин.
«Кошка в сапожках», Сумской областной театра для детей и юношества (Украина), режиссер Валерий Никитенко.
«Как гномы весну искали», Запорожский детский театр «СВІЯ» (Украина), режиссер Светлана Емец.
«Странная весна/DZIWNA WIOSNA», Театр Collegium Nobilium (Варшава, Польша), режиссер Magdalena Małecka-Wippich.
«Зимняя война/Talvisota», Театр Avoimien Ovien (Хельсинки, Финляндия), руководитель проекта Hanna Kirjavainen
«Подлинная история фрекен Бок». Московский Театр на Малой Бронной, режиссёр Егор Арсенов
«Подлинная история фрёкен Хильдур Бок, ровесницы века». Творческая мастерская «Granart» (Нижний Новгород), режиссёр Александр Ряписов.
«Подлинная история фрекен Хильдур Бок, ровесницы века», Томский ТЮЗ, режиссер Павел Зобнин.
«Кумкваты для Снегурочки». Кимрский Государственный театр драмы и комедии, режиссёр Олег Куртанидзе.
«Клятвенные девы». Кировский драматический театр, режиссёр Иван Комаров.
«Vannutatud neitsid/Клятвенные девы». Театр R.A.A.A.M.,Таллин, Эстония, режиссёр Madis Kalmet.
«Клятвенные девы». Орловский Государственный театр для детей и молодёжи «Свободное пространство», режиссёр Владимир Ветрогонов.
«Клятвенные девы». Камчатский театр драмы и комедии, Петропавловск-Камчатский, режиссёр Виталий Дьяченко.
«Клятвенные девы». Театр «Большая медведица», Москва, режиссёр Валерия Приходченко.
«Клятвенные девы». Центр драматургии и режиссуры на Соколе, Москва, режиссёр Алексей Золотовицкий.
«Подлинная история фрекен Бок». Творческое объединение «Ида Шмулич», Одесса, Украина, режиссёр Наталья Прокопенко.
«Телеграмма». Театр «Опыты драматический изучений», Москва, режиссёр Михаил Егоров.
«Телеграмма». Калужский областной драматический театр, режиссёр Ярослав Рахманин.
«Телеграмма». Орловский Государственный театр для детей и молодёжи «Свободное пространство», режиссёр Лариса Леменкова.
«Шарлю Перро и не снилось!». Театр драмы и кукол «Святая крепость», Выборг, режиссёр Антон Косолапов.
«Кошка в сапожках». Молодёжный драматический театр, Нижний Тагил, режиссёр Владимир Вейде.
«Сказка о молодильных яблоках». Приморский краевой драматический театр молодёжи, Владивосток, режиссёр Виктор Галкин.
«Нави Волырк, капитанский сын». Псковский академический театр драмы имени А.С. Пушкина, Псков, режиссёр Елена Павлова.

## Публикации

### Журналы и сборники
Олег Михайлов. 41 день февраля/41 dagar. Röster om Ukraina (Сборник). Стокгольм, Швеция, Dramaten och Svenska PEN, 2022
Олег Михайлов. 41 день февраля/41 jours. Le Point, Париж, Франция, 2022
Олег Михайлов. Море останется. Ajan kohina (№ 18), Хельсинки, Финляндия, 2022
Олег Михайлов. Пельмени. Современная драматургия № 4, 2005
Олег Михайлов. Мои мертвецы. Современная драматургия" № 4, 2007
Олег Михайлов. Условные пациенты. Сборник «Сюжеты», СТД России, выпуск № 30, 2011
Олег Михайлов. Белый шум. Современная драматургия" № 3, 2012
Олег Михайлов. Слёзы Турандот. Восемь. Новые имена в драматургии. Москва, Фонд СЭИП, 2013
Олег Михайлов. Солнце номер два. Современная драматургия" № 2, 2013
Олег Михайлов. MEDVED. Свободный театр. Oberon Books. Лондон, 2013
Олег Михайлов. Подлинная история фрёкен Хильдур Бок, ровесницы века. Лучшие пьесы 2014: (Сборник). — М.: НФ Всероссийский драматургический конкурс «Действующие лица»
Олег Михайлов. Клятвенные девы. Лучшие пьесы 2015: (Сборник). — М.: НФ Всероссийский драматургический конкурс «Действующие лица»
Олег Михайлов. Бафомет. Русский пионер. Москва, № 9(60), декабрь 2015 — январь 2016

### Книги
Призраки южного мыса : пьесы / Олег Михайлов, [Дарья Верясова, Ирина Каренина]. - Москва : ВЦХТ, 2016. - 159 с. ; 20 см. - (Репертуар для детских и юношеских театров : выходит с 2000 года ; № 4 / 2016) (Я вхожу в мир искусств : репертуарно-методическая библиотечка). - 500 экз